# El Peñol, Nariño
El Peñol là một khu tự quản thuộc tỉnh Nariño, Colombia. Thủ phủ của khu tự quản El Peñol đóng tại El Peñol Khu tự quản El Peñol có diện tích 125 ki lô mét vuông. Đến thời điểm ngày 28 tháng 5 năm 2005, khu tự quản El Peñol có dân số người.